# Unabhängigkeitsanalyse
Die Unabhängigkeitsanalyse bzw. Independent Component Analysis (ICA) ist eine Methode der multivariaten Statistik. Sie wurde 1991 veröffentlicht und dient der Berechnung unabhängiger Komponenten in einer Mischung statistisch unabhängiger Zufallsvariablen. Sie ist nahe verwandt mit dem Blind-Source-Separation-Problem (BSS).

## Problemstellung
Es wird davon ausgegangen, dass der Vektor {\displaystyle {\vec {s}}} aus {\displaystyle n} statistisch unabhängigen Zufallsvariablen besteht. Damit die ICA angewendet werden kann, darf maximal eine der Zufallsvariablen gauß-verteilt sein. Die Zufallsvariablen werden mit einer Mischmatrix {\displaystyle A} multipliziert. Der Einfachheit halber wird davon ausgegangen, dass diese Mischmatrix quadratisch ist. Das Resultat sind gemischte Zufallsvariablen im Vektor {\displaystyle {\vec {x}}}, welcher die gleiche Dimension besitzt wie {\displaystyle {\vec {s}}}.
{\displaystyle {\vec {x}}=A{\vec {s}}}
Das Ziel der ICA ist es, die unabhängigen Zufallsvariablen im Vektor {\displaystyle {\vec {y}}} möglichst originalgetreu zu rekonstruieren. Hierfür steht nur das Ergebnis der Mischung {\displaystyle {\vec {x}}} zur Verfügung und das Wissen, dass die Zufallsvariablen ursprünglich stochastisch unabhängig waren.
Es ist eine geeignete Matrix {\displaystyle B=A^{-1}} gesucht, so dass
{\displaystyle {\vec {y}}=B{\vec {x}}}.
Da weder die Mischmatrix noch die unabhängigen Zufallsvariablen bekannt sind, lassen sich diese nur mit Abstrichen rekonstruieren. Die Varianz und damit die Energie der unabhängigen Zufallsvariablen lässt sich nicht bestimmen, da die unabhängigen Zufallsvariablen {\displaystyle s_{i}} und der korrespondierende Spaltenvektor {\displaystyle {\vec {a}}_{i}} der Mischmatrix mit einer beliebigen Konstante {\displaystyle \alpha _{i}} so gewichtet werden können, dass sich die Skalierungen gegenseitig aufheben:
{\displaystyle {\vec {X}}=\sum _{i}\left({\frac {1}{\alpha _{i}}}{\vec {a}}_{i}\right)(s_{i}\alpha _{i})}
Zudem kann die Reihenfolge der Spaltenvektoren der Mischmatrix nicht rekonstruiert werden.

## Problemlösung
In der Regel wird davon ausgegangen, dass die gemischten Zufallsvariablen mittelwertfrei sind. Ist dies nicht der Fall, so kann dies durch Subtraktion des Mittelwerts erreicht werden.

### Pre-Whitening
Das Pre-Whitening ist eine lineare Transformation, welche der Vorverarbeitung dient. Dazu wird eine Hauptkomponentenanalyse (PCA) durchgeführt. Das Ergebnis sind die Eigenwerte und die Eigenvektoren der Kovarianzmatrix der gemischten Zufallsvariablen. Die Eigenvektoren bilden die Zeilen der Drehmatrix {\displaystyle R}, welche mit dem Vektor {\displaystyle {\vec {x}}} multipliziert wird. Die Eigenwerte {\displaystyle e_{i}} entsprechen der Varianz der jeweiligen Hauptkomponente. Die Kehrwerte ihrer Quadratwurzeln werden zur Bildung der Diagonalmatrix {\displaystyle D} benutzt, so dass
{\displaystyle {\vec {z}}=DR{\vec {x}}},
mit
{\displaystyle D={\begin{pmatrix}e_{1}^{-{\tfrac {1}{2}}}&&&0\\&.&&\\&&.&\\0&&&e_{n}^{-{\tfrac {1}{2}}}\end{pmatrix}}.}
Durch das Multiplizieren mit der Diagonalmatrix wird die Varianz der Hauptkomponenten auf 1 normiert.

### Bestimmung der unabhängigen Komponenten
Durch das Pre-Whitening sind die Zufallsvariablen noch nicht stochastisch unabhängig, aber das Problem wurde auf die Suche nach einer orthogonalen Drehmatrix {\displaystyle U} reduziert:
{\displaystyle {\vec {y}}=U{\vec {z}}}
Für die Suche nach {\displaystyle U} wird auf den Zentralen Grenzwertsatz zurückgegriffen. Dieser besagt, dass die Mischung normierter, zentrierter Zufallszahlen mit zunehmender Anzahl einer Normalverteilung ähnelt. Da die Zufallsvariablen in {\displaystyle {\vec {z}}} diese Voraussetzung erfüllen, muss es eine Drehmatrix {\displaystyle U} geben, die möglichst nicht normalverteilte Zufallszahlen in {\displaystyle {\vec {y}}} erzeugt. Für die konkrete Umsetzung dieser Suche gibt es mehrere Lösungsansätze.

#### Kurtosis
Die Kurtosis ist ein Maß für die Abweichung von einer Normalverteilung. Sie ist definiert durch
{\displaystyle \operatorname {kurt} (X)=E(X^{4})-3E(X^{2})^{2}=E(X^{4})-3.}
Da die Zufallsvariablen in ihrer Varianz normiert sind, wird {\displaystyle E(X^{2})} gleich Eins. Die Kurtosis wird Null, wenn die Verteilung gauß-ähnlich ist. Ist die Kurtosis negativ, so ähnelt sie zunehmend einer Gleichverteilung. Ist sie positiv, so ist die Verteilung eher eine Laplace-Verteilung. Die Kurtosis muss demnach maximiert bzw. minimiert werden, um sich von einer Normalverteilung zu entfernen. Hierzu werden Gradientenverfahren verwendet, zum Beispiel in Anlehnung an die Lernregel von Oja.

#### Negentropie
Ein weiterer Ansatz ist die Maximierung der Negentropie.
{\displaystyle J(X)=H({\mathcal {N}}(\mu _{X},\sigma _{X}^{2}))-H(X)\geq 0},
wobei {\displaystyle H} die Entropie bezeichne und {\displaystyle {\mathcal {N}}(\mu _{X},\sigma _{X}^{2})} diejenige Normalverteilung sei, deren Erwartungswert und Varianz denen von {\displaystyle X} entsprechen.
Da {\displaystyle H(X)} jedoch schwer zu bestimmen ist, verwendet man meist Näherungsformeln für die Negentropie.
Ein Beispiel hierfür ist die Berechnung über die – häufig empirisch bestimmte – Schiefe und Kurtosis der Verteilung {\displaystyle X} vermöge:
{\displaystyle J(X)\approx {\frac {1}{12}}(\operatorname {skew} (X))^{2}+{\frac {1}{48}}(\operatorname {kurt} (X))^{2}}

#### Fast ICA
Fast ICA ist ein Fixpunktalgorithmus, der das Problem über ein Newton-Verfahren löst.